# Joaquin Phoenix
Joaquin Rafael Phoenix (28. oktober 1974) er en amerikansk skuespiller, filmproducer og instruktør. I 2006 blev han nomineret til en Oscar og vandt en Golden Globe for hovedrollen som Johnny Cash i Walk the Line. I 2019 fik han anmelderros i rollen som Jokeren fra DC-universet i filmen Joker. Rollen indbragte ham en Oscar for bedste mandlige hovedrolle i februar 2020. Han er også kendt som Leaf Phoenix. Han er bror til den afdøde skuespiller River Phoenix.
Phoenix har instrueret musikvideoer og produceret film og tv-shows. Han har desuden indspillet soundtracket til Walk the Line. Phoenix er kendt som social aktivist. Han er forkæmper for dyrerettigheder og veganer. Den 27. oktober 2008 bekendtgjorde han sin tilbagetrækning fra film til fordel for at fokusere på sin karriere inden for rapmusik. Bekendtgørelsen viste sig dog at være en del af Phoenix' skuespillerrolle i en mockumentary instrueret af Casey Affleck, I'm Still Here.

## Udvalgt filmografi
- To Die For (1995)
- 8mm (1998)
- The Yards (1999)
- Gladiator (2000)
- Ladder 49 (2004)
- Hotel Rwanda (2004)
- The Village (2004)
- Walk the Line (2005)
- You Were Never Really Here (2017)
- Joker (2019)